# Sergio Rico
Sergio Rico González (* 1. září 1993 Sevilla) je španělský profesionální fotbalový brankář, který chytá za španělský klub RCD Mallorca, kde je na hostování z Paris Saint-Germain, a za španělský národní tým.

## Reprezentační kariéra
26. května 2015 byl společně se spoluhráčem ze Sevilly Aleixem Vidalem poprvé povolán do španělského národního A-týmu pro přátelský zápas s Kostarikou a kvalifikační zápas na EURO 2016 proti Bělorusku.
V A-mužstvu Španělska přezdívaném La Furia Roja debutoval 1. 6. 2016 v přípravném zápase v rakouské obci Wals-Siezenheim proti reprezentaci Jižní Korey (výhra 6:1).
Trenér Vicente del Bosque jej nominoval na EURO 2016 ve Francii, kde byli Španělé vyřazeni v osmifinále Itálií po porážce 0:2. Na šampionátu byl náhradním gólmanem a neodchytal ani minutu, brankářskou jedničkou byl David de Gea.

## Úspěchy

### Klubové
Sevilla FC
- 1× vítěz Evropské ligy UEFA (2014/15)[6]